# High Shincliffe
High Shincliffe – wieś w Anglii, w hrabstwie Durham. Leży 4 km na południowy wschód od miasta Durham i 373 km na północ od Londynu.